# ストライク・ガール〜ボウリング新時代〜
ストライク・ガール〜ボウリング新時代〜（ストライクガール〜ボウリングしんじだい〜）は、BS-TBSで放送されていたボウリング番組である。DHC、全日本ボウリング協会（JBC）、日本女子ボウリング機構（LBO）の合同プロジェクトによる週1回のレギュラー番組であった。2012年4月1日より2013年3月31日まで放送されていた。

## 概要
次世代のボウリングスターを育成・発掘し、その成長を追っていく、ボウリングをテーマにしたスポ根系バラエティ番組。

## 放送時間
- 毎週日曜日12:00 - 12:30

## メイン出演者
- 佐々木優香
- 秋吉夕紀
- 中嶋由美

## 主なコーナー

### シンデレラ★トーナメント!
番組メインの佐々木と秋吉が全国各地で見つけた女性12名がトーナメント方式で対戦する企画。優勝者には賞金50万円が贈呈された。実況は辻よしなり、解説は山本幸治が担当。

#### 出場した女性
※（ ）内は出身地／本職。
- 秋山未来（東京都／モデル）
- 本間成美（秋田県） - 第1回「2012夏」優勝者、現JPBAプロボウラー（ライセンスNo.517）[2]。
- 北條莉奈（京都府）
- 鶴岡琴美（沖縄県）
- 坂本詩緒里（東京都／バレリーナ） - 現JPBAプロボウラー（ライセンスNo.529）[3]
- 大塚莉奈（東京都／モデル）
- 白田みどり（東京都／歯科医師）
- 並木栞（東京都） - 第1回にエントリーされたものの本選当日体調不良で欠場。
- 斎藤絵美理（東京都） - 第1回は並木の代理で出場し準優勝。第2回「2012冬」にも出場したが、こちらも準優勝に終わった。
- 村山文佳（宮崎県） - 現JPBAプロボウラー（ライセンスNo.516）[2]
- 堀由佳（東京都） - ホリプロ所属の女優「翼」として活動。Girl〈s〉ACTRYの元メンバー。
- 前田幸代（台湾）
- 藤村舞（神奈川県／モデル）
- 坂元友美（愛知県）
- 漆崎愛弓（大阪府／シンガーソングライター）
- 本橋優美（埼玉県） - 現JPBAプロボウラー（ライセンスNo.570）
- ヌル・ディアナ（シンガポール） - 第2回優勝者
- 静麻波（群馬県） - 現在はプラチナムプロダクション所属のタレント。2013年にはミスiD2014にエントリーされている[4]。

### DO初心者予備校
ボウリング初心者が上記のシンデレラ★トーナメント出場を目指し、特訓していく様を描くコーナー。

#### 予備校生
※（ ）内は出身地／本職。太字はシンデレラ★トーナメント出場者。
- 南千紗登 （神奈川県） - 「アイドルカレッジ」メンバー。
- 斎藤絵美理
- 藤森真衣奈（長野県／ファッションモデル）
- イレナ（茨城県／ネイリスト）
- 静麻波
- 渡邊小百合（宮崎県／女優） - 2008ミス・ユニバース・ジャパンファイナリスト。
- 廣川由里香（東京都） - 「仮面ライダーGIRLS」メンバー。
- 大塚まゆり（東京都／モデル） - 「DO初心者強化合宿IN沖縄」編に登場。大塚莉奈の実姉である。

### 新星!Jr.クラブ
番組協賛社であるDHCが運営する「DHCジュニアボウリングクラブ」の合宿を取材した企画。

## 番組テーマ曲
- 「恋するストライクガール」（ボウリングガールズ）
  - ボウリングガールズとは当番組の出演者である佐々木、秋吉がかつて所属していた3人組のユニット「DHC発ボウリング娘」の別名でエンディングではこの曲のミュージックビデオも使われている（ちなみにこの曲が発売された2008年当時、3人の中でプロボウラーは秋吉だけだった〔佐々木は翌2009年プロデビュー〕）。なお、このユニットには他に番組放送当時全日本ナショナルチームメンバーだった張ヶ谷順子がいるが、張ヶ谷は2012年7月22日放送分に登場するまで当番組には出演していなかった（オープニングに登場するフラッグのCGやエンディングのミュージックビデオは張ヶ谷を削除することなくそのまま使用していた）。

## 番組制作スタッフ
- 監修：山本幸治（プロボウラー）
- ナレーター：うすいたかやす、ずんだ
- 構成：田中直人、笠原泰徳
- カメラ：大沼聡、千葉諭
- 音声：後田良
- スチールカメラ：野中元
- ヘアメイク：鷲塚明寿美、Yunan、松本リエ、中田愛美
- CG制作：大江清俊
- オフライン編集：山本修嗣
- 美術プロデューサー：橋本昌和
- 美術デザイン：別所晃吉、くすかわひろゆき (楠川浩之)
- 照明：高橋明宏
- ロゴデザイン：濱中幸子
- 編集・MA：スタジオWELT
- 楽曲：大田将寛（オフィスレガート）
- 音効：今野直秀（neo）、冨田昌一（neo）
- AD：佐藤大介
- AP：丹羽恵津子
- CG Web制作：大沼修一
- 企画・演出：駒木純一
- プロデューサー：大竹元樹
- 技術協力：Zeta、Sela
- 美術協力：フジアール
- 制作協力：DIRECTORS21
- 制作著作：スターブレーン